# George Otto Gey
George Otto Gey (* 6. Juli 1899 in Pittsburgh, Pennsylvania; † 8. November 1970 in Baltimore, Maryland) war der Zellbiologe am Johns Hopkins Hospital, der die Zelllinie von Henrietta Lacks’ Gebärmutterhalskrebs bekannt gemacht hat. Er forschte dort 35 Jahre lang und war an verschiedenen wissenschaftlichen Durchbrüchen beteiligt.

## Kindheit und Ausbildung
Geboren wurde Gey am 6. Juli 1899 in Pittsburgh, Pennsylvania. Seine Eltern waren die deutschen Einwanderer Frank und Emma Gey. Er hatte einen älteren Bruder und eine jüngere Schwester.
Gey besuchte die Peabody High School und erwarb 1920 einen Abschluss in Biologie an der University of Pittsburgh. Er finanzierte sein Studium, indem er als Tischler und Maurer arbeitete. Um 1926 herum heiratete er Margaret K. (1900–1989), und sie zogen später nach Baltimore, wo er sein Medizinstudium an der Johns Hopkins University absolvierte. In diesem Zeitraum musste er sein Studium wegen finanzieller Schwierigkeiten immer wieder kurz unterbrechen.

## Wissenschaftliche Karriere

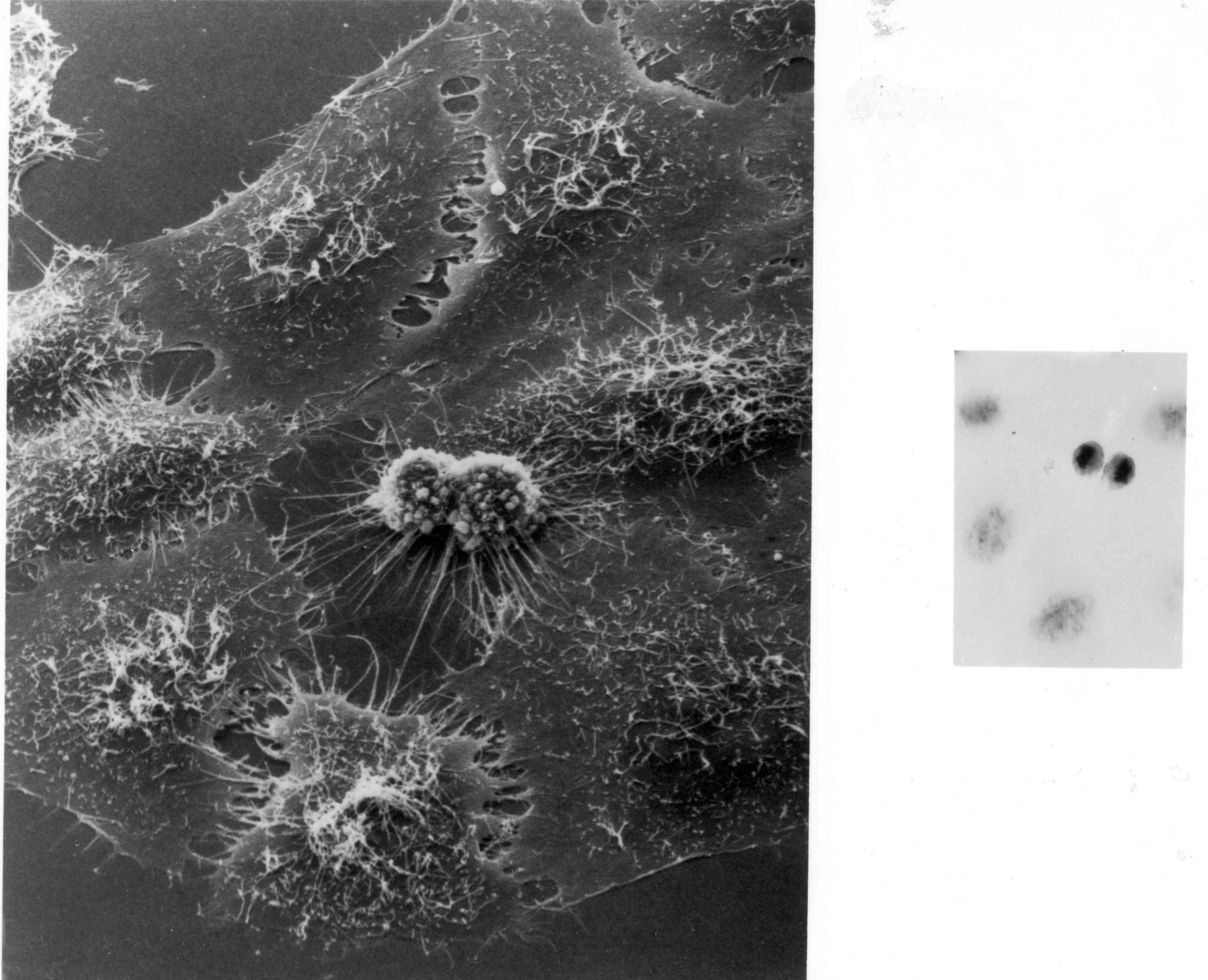
Erstes Foto von HeLa-Zellen, aufgenommen von Dr. Gey, 1951

Unmittelbar nach seinem Abschluss an der Johns-Hopkins-Universität begann Gey seine 37-jährige Dozententätigkeit an der renommierten Johns Hopkins Medical School.
Im Jahr 1951 isolierte Geys Forschungsassistentin, Mary Kubicek, Zellen von einem Cervixtumor, der in einer Patientin namens Henrietta Lacks entdeckt worden war. Diese Zellen erwiesen sich als sehr außergewöhnlich, da sie in einem Nährmedium wachsen konnten, welches durch eine von Gey selbst entwickelte Apparatur fortwährend in Bewegung gehalten wurde. Sie benötigten keine Glasoberfläche, um darauf zu wachsen, und waren somit räumlich nicht limitiert. Sobald Gey der Robustheit und Langlebigkeit dieser Zellen, die er HeLa-Zellen nannte, gewahr wurde, begann er sie mit wissenschaftlichen Kollegen überall auf der Welt zu teilen, und der Gebrauch von HeLa-Zellen fand weite Verbreitung. Die Zellen wurden bei der Entwicklung eines Impfstoffes gegen Kinderlähmung verwendet, ermöglichten den ersten Klon einer menschlichen Zelle, trugen zu der Entdeckung bei, dass Menschen 46 Chromosomen besitzen, und kamen bei der Entwicklung der In-Vitro-Fertilisation zum Einsatz. Zu der Zeit, als Gey in einer kurzen Veröffentlichung auf seinen eigenen Beitrag bei der Entwicklung dieser Zelllinie verwies, waren die Zellen bereits bei Wissenschaftlern auf der ganzen Welt in Gebrauch.
Das ungewöhnliches Wachstumsvermögen der HeLa-Zelllinie hatte allerdings auch den Effekt, dass durch sie zahlreiche Zellkulturen verunreinigt und dadurch Jahre an Forschungsarbeit zunichtegemacht wurden, wie Stanley Gartler 1966 herausfand. Wie sich herausstellte, konnten die Zellen durch Staubpartikel, ungewaschene Hände oder gebrauchte Pipetten weitergetragen werden und so in andere Zellkulturen geraten. Durch ihr Wucherungsverhalten konnte bereits eine einzige dieser Zellen eine komplette Kultur verdrängen.

### Geys Zellkulturmedium und die „Technik der Hühnerblutabnahme“
Gey und seine Ehefrau entwickelten ihr eigenes Nährmedium, auf dem Zelllinien fortbestehen konnten. Ihre größte Schwierigkeit dabei war die Kontaminierung. Georgs biologische Grundausbildung hatte ihn nicht auf Verunreinigungsprobleme in Fällen wie diesem vorbereitet, und seine Frau Margaret brachte hier das erforderliche Wissen mit ein. Die Rezepte für die Zellkultur wurden wiederholt geändert und modifiziert. Eines von ihnen enthielt ungewöhnliche Zutaten wie Hühnerblut und Kälberföten. So kamen die beiden Eheleute auf die „Technik der Hühnerblutabnahme“, welche sie schließlich zu Papier brachten und anderen interessierten Forschern zugänglich machten. Es handelt sich hier um eine Methode, einem Haushuhn Blut zu entnehmen, indem man es gewaltsam an Füßen und Hals befestigt und ihm dann eine Injektionsnadel ins Herz führt.

### Tissue Culture Association (TCA)
Während seiner Lehrtätigkeit an der Johns-Hopkins-Universität gründete Gey die Tissue Culture Association (TCA) und war ihr erster Vorsitzender. Vorrangiges Ziel der TCA war es, Wissenschaftler in Gewebe und den Umgang mit Zellkulturen einzuführen sowie technisches Assistenzpersonal auszubilden. Die TCA ist heute bekannt als „Gesellschaft für In-Vitro-Biologie“, mit mehr als 1500 Mitgliedern. Nach jahrelangem Fundraising konnte Gey dafür eine dauerhafte Zentrale am Lake Placid, New York, eröffnen: das W. Alton Jones Cell Science Center. Unter den medizinischen Forschungsbeiträgen, welche die TCA erzielte, sind das Klonen von Nagetierzellen, Entwicklung von Zeitrafferaufnahmen und die elektronenmikroskopische Betrachtung von Zellstrukturen.

### Kontroversen
Es gab eine Kontroverse um die Art, wie Gey sich die Zellen zu eigen machte, berühmt geworden durch das Buch The Immortal Life of Henrietta Lacks (Die Unsterblichkeit der Henrietta Lacks), denn diese Zellen wurden aus Henrietta Lacks ohne ihr Wissen oder ihre Einwilligung entnommen. Dies stellt einen schwerwiegenden Verstoß gegen medizinische Ethik dar, und ihre Familie erfuhr davon erst in den 1970er Jahren. Gey war sorgsam darauf bedacht, ihren tatsächlichen Namen geheim zu halten, sodass dieser erst nach seinem Tod öffentlich gemacht wurde.

## Privates Leben und Tod
Gey und seine Frau hatten zwei Kinder, George O. Gey Jr. und Frances Green. George O. Gey Jr. wurde Kardiologe im Johns Hopkins Bayview Medical Center.
Am 8. November 1970 starb Gey in Baltimore, Maryland, an einer Krebserkrankung der Bauchspeicheldrüse, weniger als ein Jahr nach der Erstdiagnose. Bei einer Notoperation mussten die Ärzte feststellen, dass der Krebs sich bereits über Lymphknoten, Lunge und Herz ausgebreitet hatte und somit nicht mehr operativ zu entfernen war. Gey reiste nach New York City, um dort als Patient an einer experimentellen chemotherapeutischen Studie teilzunehmen. Er wollte, dass Chirurgen ein Stück seines Pankreastumors herausschnitten, um eine neue Zelllinie für die Krebsforschung heranzuzüchten. Die Ärzte allerdings kamen zu dem Befund, dass der Krebs schon zu viele Organe befallen hatte, als dass sie gefahrlos etwas davon für Forschungszwecke hätten entnehmen können. Gey war „außer sich“, als er nach dem Aufwachen aus der Narkose davon erfuhr.

## Nachwirken
Gey kommt die Erfindung der Rolltrommel zu, die für die Entwicklung der HeLa-Zelllinie unerlässlich war. Dieser Apparat war einer der ersten, mit denen das Wachstum von Zellkulturen mechanisch unterstützt wurde. Die Rolltrommel bestand aus verschiedenen Einbuchtungen, in denen die Gewebe und die entsprechenden biochemischen Substanzen jeweils positioniert waren. Die Trommel rotierte, um die Substanzen zu vermischen und sie einmal pro Stunde der Umwelt auszusetzen, bis sich die Trommel erneut weiterdrehte und die Zellen wieder in Flüssigkeit tauchte.
Weiterhin gilt Gey als einer der ersten, die Zellteilungen und Wachstum filmisch dokumentierten. Er fertigte mit gebrauchten Teilen von einem Schrottplatz in der Nachbarschaft eine vier Meter hohe Zeitrafferkamera an, mit einem thermostatisch kontrollierten Brutkasten.
Eine bedeutende Hinterlassenschaft Geys an die wissenschaftliche Weltgemeinschaft waren seine Lehrbeiträge. Im Labor galt für ihn das Credo „wer seine Zellkulturen umbringen will, muss nur schlampig mit der Technik sein“. Er wies hunderte Forscher aus aller Welt in seine sterilen Arbeitstechniken ein und zeigte, was sorgfältige Studien sind. Auch wenn Gey bis zu seinem überraschenden Tod nicht mehr dazu kam, in der wissenschaftlichen Literatur über seine Forschung zu publizieren oder Patente anzumelden, hat er uns ein besseres Verständnis von Krebs hinterlassen und die Fundamente gelegt, auf denen sich die moderne Krebsforschung mit Zellkulturen entwickelt hat.

## Auszeichnungen und Ehrungen
1954 verlieh das Memorial Sloan-Kettering Cancer Center Gey für seine Beiträge zur Krebsforschung den Katherine Burken Judd Award. 1956 gewann er außerdem den „Wien Award for Cancer Cytology“.